# Habib Habibou
Mouhamadou Habib Habibou (ur. 16 kwietnia 1987 w Brii) – środkowoafrykański piłkarz występujący na pozycji napastnika. Zawodnik klubu Maccabi Petach Tikwa.

## Kariera klubowa
Habibou seniorską karierę rozpoczynał w 2006 roku w belgijskim Royalu Charleroi. W Eerste klasse zadebiutował 29 lipca 2006 roku w zremisowanym 0:0 pojedynku z Lierse SK. W styczniu 2007 roku został wypożyczony do drugoligowego AFC Tubize. Przez pół roku zagrał tam w 13 ligowych meczach i zdobył 10 bramek. Po zakończeniu sezonu 2006/2007 powrócił do Charleroi. 31 sierpnia 2007 roku w wygranym 3:1 spotkaniu z RAEC Mons strzelił pierwszego gola w Eerste klasse. W styczniu 2008 roku Habibou wypożyczono do rumuńskiej Steauy Bukareszt. Rozegrał tam 8 spotkań i zdobył 1 bramkę, a po sezonie 2007/2008 powrócił do Charleroi. Spędził tam jeszcze 2 lata.
W 2010 roku Habibou odszedł do SV Zulte Waregem, także grającego w Eerste klasse. Pierwszy ligowy mecz zaliczył tam 30 lipca 2010 roku przeciwko Standardowi Liège (1:1).
1 września 2014 roku podpisał kontrakt z Stade Rennais FC za kwotę 2,5 mln euro.
| Sezon   | Klub                    | Kraj    | Rozgrywki       | Mecze | Bramki | Rozgrywki Europy                    | Mecze | Bramki |
| ------- | ----------------------- | ------- | --------------- | ----- | ------ | ----------------------------------- | ----- | ------ |
| 2006/07 | Royal Charleroi         | Belgia  | Jupiler League  | 8     | 0      | -                                   | -     | -      |
| 2006/07 | AFC Tubize (wyp.)       | Belgia  | Proximus League | 13    | 10     | -                                   | -     | -      |
| 2007/08 | Royal Charleroi         | Belgia  | Jupiler League  | 10    | 2      | -                                   | -     | -      |
| 2007/08 | Steaua Bukareszt (wyp.) | Rumunia | Liga I          | 8     | 1      | -                                   | -     | -      |
| 2008/09 | Royal Charleroi         | Belgia  | Jupiler League  | 30    | 9      | -                                   | -     | -      |
| 2009/10 | Royal Charleroi         | Belgia  | Jupiler League  | 18    | 5      | -                                   | -     | -      |
| 2010/11 | SV Zulte Waregem        | Belgia  | Jupiler League  | 24    | 11     | -                                   | -     | -      |
| 2011/12 | SV Zulte Waregem        | Belgia  | Jupiler League  | 14    | 2      | -                                   | -     | -      |
| 2012/13 | SV Zulte Waregem        | Belgia  | Jupiler League  | 14    | 6      | -                                   | -     | -      |
| 2012/13 | Leeds United (wyp.)     | Anglia  | Championship    | 4     | 0      | -                                   | -     | -      |
| 2013/14 | SV Zulte Waregem        | Belgia  | Jupiler League  | 17    | 9      | Liga Mistrzów UEFA Liga Europy UEFA | 2 6   | 0 1    |
| 2013/14 | KAA Gent                | Belgia  | Jupiler League  | 9     | 4      | -                                   | -     | -      |
| 2014/15 | KAA Gent                | Belgia  | Jupiler League  | 3     | 1      | -                                   | -     | -      |
| 2014/15 | Stade Rennais           | Francja | Ligue 1         | 26    | 3      | -                                   | -     | -      |
| 2015/16 | Stade Rennais           | Francja | Ligue 1         | 1     | 0      | -                                   | -     | -      |
| 2015/16 | Gaziantepspor (wyp.)    | Turcja  | Süper Lig       | 9     | 0      | -                                   | -     | -      |
| 2016/17 | Stade Rennais           | Francja | Ligue 1         | 0     | 0      | -                                   | -     | -      |
| 2016/17 | RC Lens                 | Francja | Ligue 2         | 13    | 7      | -                                   | -     | -      |
| 2017/18 | RC Lens                 | Francja | Ligue 2         | 0     | 0      | -                                   | -     | -      |

Stan na: 12 lipca 2017 r.